# ジョン・ファンルーン
ヨハネス・マリア・ファンルーン（Johannes Maria van Loen、1965年2月4日 - ）は、オランダ出身の元サッカー選手、サッカー指導者。

## 選手経歴
地元のクラブVVO'65でサッカーを始め、後にUVVユトレヒトで本格的にサッカーを学ぶ。当時、同クラブにはマルコ・ファン・バステンも在籍し、2人は将来を有望視されていた。
1983年、エールディヴィジFCユトレヒトとプロ契約しキャリアをスタート。翌年にはレギュラーを掴み、以降主力として活躍する。1985年KNVBカップ決勝戦で唯一の得点を挙げ同クラブ優勝に貢献。同年にオランダA代表に初選出され、1985年11月20日メキシコW杯予選対ベルギー戦で代表デビューした。
その活躍から1988年ローダJCに移籍し主力として活躍。1989年4月4日テストマッチ対イスラエル戦で代表唯一のゴールを決めている。1990年イタリアW杯に挑むレオ・ベーンハッカー率いるA代表に選出され、同年6月29日グループリーグ第3戦対アイルランド代表戦1試合のみ出場。
その年の夏にベルギー1部の名門RSCアンデルレヒトに移籍するもののあまり活躍できず、そこへアヤックス・アムステルダムのベーンハッカーが獲得に動き、アヤックスへ入団することになった。ただベーンハッカーはクラブを離れルイス・ファン・ハールが監督に就任することとなり、良好な関係を保て試合出場を重ねるも、翌年足首を怪我し出場機会が減っていった。そこへライバルであるヴィレム・ファン・ハネヘム率いるフェイエノールトからオファーがあり移籍するも、ポジション争いに勝てずレギュラーにはなれなかった。
フェイエノールトOBのビム・ヤンセンとの縁で1995年3月、高木琢也の怪我でセンターフォワード不足になったJリーグ・サンフレッチェ広島にレンタル移籍で加入、当初は半年のみの(前期のみ)契約であったが、半年契約を延長して後期もプレーすることとなった。しかし高木が怪我から複帰するとベンチスタートになることも多く、1年で退団した。4月26日のベルマーレ平塚戦でJリーグ初ゴールとなる決勝ゴールを決め7月1日のジュビロ磐田戦ではハットトリックを達成した。サンフレッチェの選手がリーグ戦において広島ビッグアーチでハットトリックを決めた初の選手となった。
そしてフェイエノールトへ一時復帰し、同シーズン中に降格圏内にいた古巣であるユトレヒトに復帰、3シーズン在籍しチームを降格から救った。
その後はキプロスのAPOELニコシアへ移籍するもの古傷の足首の負傷から6ヶ月プレーできず、シーズン終了後に現役引退。

## 指導者経歴
引退後はFCユトレヒトでユースコーチを務め、2002年からトップチームのアシスタントコーチとして活躍、フォエク・ブーイやファン・ハネヘムの下でコーチ経験を積んだ。2008年ファン・ハネヘム監督解任に伴い、契約解除された。2011-12シーズンにはアマチュアクラブのCSVアペルドールン監督、兼務する形でスパルタ・ロッテルダムでストライカーコーチとして活躍した。
2013年現在は、アマチュアクラブのローダ '46に所属、地元で少年サッカーを中心とした指導者として、並行してTV解説者として活躍している。

## 個人成績
| 国内大会個人成績 | 国内大会個人成績 | 国内大会個人成績 | 国内大会個人成績 | 国内大会個人成績 | 国内大会個人成績 | 国内大会個人成績 | 国内大会個人成績 | 国内大会個人成績 | 国内大会個人成績 | 国内大会個人成績 | 国内大会個人成績 |
| 年度             | クラブ           | 背番号           | リーグ           | リーグ戦         | リーグ戦         | リーグ杯         | リーグ杯         | オープン杯       | オープン杯       | 期間通算         | 期間通算         |
| 年度             | クラブ           | 背番号           | リーグ           | 出場             | 得点             | 出場             | 得点             | 出場             | 得点             | 出場             | 得点             |
| オランダ         | オランダ         | オランダ         | オランダ         | リーグ戦         | リーグ戦         | リーグ杯         | リーグ杯         | KNVBカップ       | KNVBカップ       | 期間通算         | 期間通算         |
| ---------------- | ---------------- | ---------------- | ---------------- | ---------------- | ---------------- | ---------------- | ---------------- | ---------------- | ---------------- | ---------------- | ---------------- |
| 1983-84          | ユトレヒト       |                  | エールディヴィジ | 2                | 0                |                  |                  |                  |                  |                  |                  |
| 1984-85          | ユトレヒト       |                  | エールディヴィジ | 22               | 5                |                  |                  |                  |                  |                  |                  |
| 1985-86          | ユトレヒト       |                  | エールディヴィジ | 30               | 15               |                  |                  |                  |                  |                  |                  |
| 1986-87          | ユトレヒト       |                  | エールディヴィジ | 31               | 11               |                  |                  |                  |                  |                  |                  |
| 1987-88          | ユトレヒト       |                  | エールディヴィジ | 31               | 13               |                  |                  |                  |                  |                  |                  |
| 1988-89          | ローダ           |                  | エールディヴィジ | 31               | 8                |                  |                  |                  |                  |                  |                  |
| 1989-90          | ローダ           |                  | エールディヴィジ | 25               | 17               |                  |                  |                  |                  |                  |                  |
| ベルギー         | ベルギー         | ベルギー         | ベルギー         | リーグ戦         | リーグ戦         | リーグ杯         | リーグ杯         | ベルギー杯       | ベルギー杯       | 期間通算         | 期間通算         |
| 1990-91          | アンデルレヒト   |                  | 1部              | 26               | 3                |                  |                  |                  |                  |                  |                  |
| オランダ         | オランダ         | オランダ         | オランダ         | リーグ戦         | リーグ戦         | リーグ杯         | リーグ杯         | KNVBカップ       | KNVBカップ       | 期間通算         | 期間通算         |
| 1991-92          | アヤックス       |                  | エールディヴィジ | 30               | 7                |                  |                  |                  |                  |                  |                  |
| 1992-93          | アヤックス       |                  | エールディヴィジ | 7                | 1                |                  |                  |                  |                  |                  |                  |
| 1992-93          | フェイエノールト |                  | エールディヴィジ | 16               | 4                |                  |                  |                  |                  |                  |                  |
| 1993-94          | フェイエノールト |                  | エールディヴィジ | 23               | 9                |                  |                  |                  |                  |                  |                  |
| 1994-95          | フェイエノールト |                  | エールディヴィジ | 15               | 4                |                  |                  |                  |                  |                  |                  |
| 日本             | 日本             | 日本             | 日本             | リーグ戦         | リーグ戦         | リーグ杯         | リーグ杯         | 天皇杯           | 天皇杯           | 期間通算         | 期間通算         |
| 1995             | 広島             | -                | J                | 36               | 9                | -                | -                | 1                | 0                | 37               | 9                |
| オランダ         | オランダ         | オランダ         | オランダ         | リーグ戦         | リーグ戦         | リーグ杯         | リーグ杯         | KNVBカップ       | KNVBカップ       | 期間通算         | 期間通算         |
| 1995-96          | フェイエノールト |                  | エールディヴィジ | 0                | 0                |                  |                  |                  |                  |                  |                  |
| 1995-96          | ユトレヒト       |                  | エールディヴィジ | 14               | 1                |                  |                  |                  |                  |                  |                  |
| 1996-97          | ユトレヒト       |                  | エールディヴィジ | 25               | 6                |                  |                  |                  |                  |                  |                  |
| 1997-98          | ユトレヒト       |                  | エールディヴィジ | 12               | 0                |                  |                  |                  |                  |                  |                  |
| キプロス         | キプロス         | キプロス         | キプロス         | リーグ戦         | リーグ戦         | リーグ杯         | リーグ杯         | オープン杯       | オープン杯       | 期間通算         | 期間通算         |
| 1998             | ニコシア         |                  | 1部              | 0                | 0                |                  |                  |                  |                  |                  |                  |
| 通算             | オランダ         | オランダ         | エールディヴィジ | 314              | 101              |                  |                  |                  |                  |                  |                  |
| 通算             | ベルギー         | ベルギー         | 1部              | 26               | 3                |                  |                  |                  |                  |                  |                  |
| 通算             | 日本             | 日本             | J                | 36               | 9                | 0                | 0                | 1                | 0                | 37               | 9                |
| 通算             | キプロス         | キプロス         | 1部              | 0                | 0                |                  |                  |                  |                  |                  |                  |
| 総通算           | 総通算           | 総通算           | 総通算           | 376              | 113              |                  |                  |                  |                  |                  |                  |

## 代表歴

### 試合数
- 国際Aマッチ 7試合 1得点（1985年-1990年）[8]

| オランダ代表 | 国際Aマッチ | 国際Aマッチ |
| 年           | 出場        | 得点        |
| ------------ | ----------- | ----------- |
| 1985         | 1           | 0           |
| 1986         | 0           | 0           |
| 1987         | 0           | 0           |
| 1988         | 1           | 0           |
| 1989         | 3           | 1           |
| 1990         | 2           | 0           |
| 通算         | 7           | 0           |